# Roman Wolodkow
Roman Mychajlowytsch Wolodkow (ukrainisch Роман Михайлович Володьков, * 12. August 1973 in Saporischschja) ist ein ehemaliger ukrainischer Wasserspringer. Er startete im Kunst- und Turmspringen sowohl in Einzel- als auch in Synchronwettbewerben.
Wolodkow nahm an drei Olympischen Spielen teil. 1996 in Atlanta wurde er Elfter vom 3-m-Brett und 20. vom 10-m-Turm. 2000 in Sydney erreichte er Rang 21 vom Turm und wurde zusammen mit Olexandr Skrypnyk Sechster im 10-m-Synchronspringen. 2004 in Athen wurde er erneut 21. vom Turm und verpasste zudem mit seinem neuen Synchronpartner Anton Sacharow als Vierter nur knapp eine Medaille.
Wolodkow konnte zwei Medaillen bei Schwimmweltmeisterschaften feiern. 2001 gewann er in Fukuoka Bronze und 2003 in Barcelona Silber, jeweils im 10-m-Synchronwettbewerb und zusammen mit Anton Sacharow.
Auch bei Schwimmeuropameisterschaften war Wolodkow erfolgreich. Schon 1995 gewann er in Wien Bronze vom 3-m-Brett, 1999 folgte in Istanbul eine erneute Bronzemedaille vom 10-m-Turm. Ein Jahr später gelang ihm in Helsinki mit Skrynyk die Silbermedaille im 10-m-Synchronspringen. Bei den Europameisterschaften 2002 in Berlin gewann das erfolgreiche Duo Wolodkow/Sacharow seinen ersten Titel, den sie 2004 wiederholen konnten. Im gleichen Jahr gewann Wolodkow zudem Bronze vom Turm.
Nach den Weltmeisterschaften 2005 beendete er seine aktive Laufbahn.